# Tafeltje in een café (Fles pernod en glas)
Tafeltje in een café (Fles pernod en glas) is een schilderij van de Spaanse kunstschilder Pablo Picasso.
Het is uitgevoerd in olieverf op doek en meet 45,5 × 32,5 cm. Het bevindt zich in de Hermitage in Sint-Petersburg. Picasso heeft het in 1912 vervaardigd.
Het schilderij was van 6 maart t/m 17 september 2010 te zien op de tentoonstelling Matisse tot Malevich Pioniers van de moderne kunst uit de Hermitage in de Hermitage in Amsterdam.